# Elachyophtalma semicostalis
Elachyophtalma semicostalis är en fjärilsart som beskrevs av Rothschild 1920. Elachyophtalma semicostalis ingår i släktet Elachyophtalma och familjen silkesspinnare. Inga underarter finns listade i Catalogue of Life.